# Османская Аравия

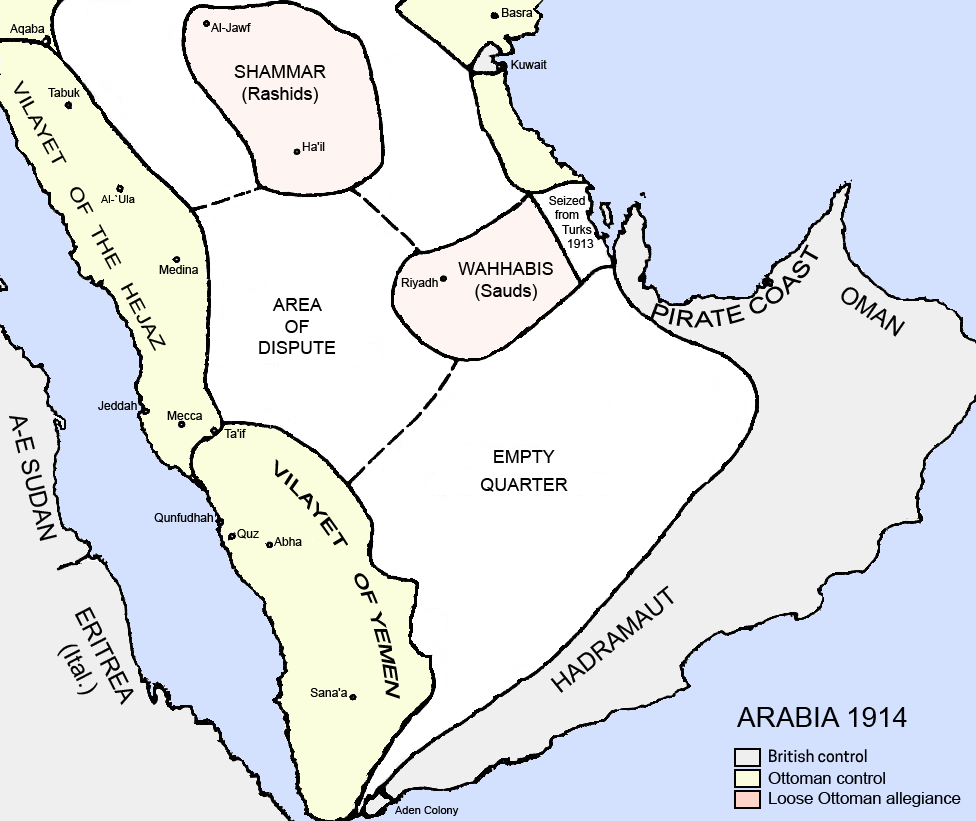
Аравийский полуостров в 1914 году

Османская Аравия — исторический период в истории Аравии с 1517 года до 1918 года, в течение которого регион находился в зависимости от Османской империи. Степень османского контроля над регионом менялась в течение четырёх веков в зависимости от силы или слабости центральной власти.

## История

### Ранний период
В XVI веке османы завоевали и установили свой суверенитет над территориями, прилегающими к Красному морю и Персидскому заливу (Хиджаз, Асир и Эль-Хаса). Основной целью этих завоеваний было недопущение проникновения и усиления влияния португальцев на побережье Красного моря и Индийского океана. Ещё в 1548 году шериф Мекки организовывал набеги, которые ставили цель наказание племён Неджда, совершавших набеги на оазисы в Хиджазе.

### Подъём Саудовского государства
В центральной части Аравии появляется династия Саудитов, которая сыграет важную роль в формировании независимого арабского государства на полуострове. В 1744 году амир Эд-Диръия Мухаммад ибн Сауд взял под защиту богослова Мухаммада ибн Абд-аль-Ваххаба и принял его религиозное учение, впоследствии получившее название ваххабизм. В течение нескольких десятилетий ибн-Сауд и его потомки, опираясь на религиозный энтузиазм ваххабитов, сумели подчинить себе весь Неджд, запад и восток Аравийского полуострова. Этот период принято называть Первое Саудовское государство. В 1792 году после смерти Мухаммада ибн Абд-аль-Ваххаба Саудиты объединили в своих руках верховную светскую и духовную власть. В 1803 году Саудиты захватили Мекку, а в 1804 — Медину и весь Хиджаз. Однако саудитская гегемония в Аравии продолжалась недолго: в 1811 году по воле османского султана против них выступил хедив Египта Мухаммед Али. За семь лет упорной борьбы Саудиты потеряли всё: в 1818 году после пятимесячной осады египтяне взяли их столицу Эд-Диръия и сравняли с землёй, амир Абдуллах ибн Сауд был отправлен в Стамбул, где его обезглавили.
Однако уже в 1821 году родственник казнённого амира Турки ибн Абдаллах поднял восстание против османов, избрав в качестве новой столицы город Эр-Рияд.
В 1824 году было основано Второе Саудовское государство со столицей в Эр-Рияде. Это государство просуществовало 67 лет и было уничтожено давними соперниками Саудов — кланом Аль Рашид родом из Хаиля. Семья Саудов была вынуждена бежать в Кувейт.

## Распад Османской империи
В начале XX века османы сохраняли суверенитет над большей частью Аравийского полуострова, хотя в некоторых районах этот суверенитет был номинальным. Полуостров представлял собой лоскутное одеяло из владений племенных вождей. Шериф Мекки сохранял силу и влияние в Хиджазе.
В 1902 году Ибн Сауд взял под свой контроль Эр-Рияд и весь Неджд, тем самым обеспечив беспрепятственное возвращение Саудитов в Неджд. Получив поддержку ихванов, религиозного ополчения, воодушевленного идеями ваххабизма, Ибн Сауд смог отвоевать у османов Эль-Хаса в 1913 году.
В 1916 году при поддержке Великобритании шериф Мекки Хусейн ибн Али аль-Хашими возглавил пан-арабское восстание против власти Османской империи. Восставшие поставили себе цель создать независимое арабское государство. Хотя восстание 1916—1918 годов не имело желаемого успеха, но падение Османской империи после поражения в Первой мировой войне положило конец четырёхвековому османскому владычеству на Аравийском полуострове.